# Рикардс, Эшли
Э́шли Нико́ль Ри́кардс (англ. Ashley Nicole Rickards; род. 4 мая 1992, Сарасота, Флорида, США) — американская актриса и телевизионный режиссёр.

## Биография
Рикардс родилась и выросла в Сарасоте, штат Флорида. После окончания средней школы она начала свою актёрскую карьеру с эпизодических ролей в сериалах «Все ненавидят Криса», «C.S.I.: Место преступления Нью-Йорк» и «Дурнушка». Первую известность она получила в 2008—2009 годах, играя роль Саманты Уокер, беглого приемного ребёнка, в сериале The CW «Холм одного дерева».
В 2011 году Рикардс добилась позитивных отзывов от критиков благодаря двум разным ролям; девушки, страдающей от аутизма в независимом фильме «Улететь»; и неудачливого подростка в сериале MTV «Неуклюжая». В 2012 году, за роль в «Неуклюжая», Рикардс номинировалась на премию «Выбор телевизионных критиков». Сериал просуществовал пять сезонов. В период съемок в сериале, Рикардс взяла на себя также несколько ролей в кино, включая комедии «Удар молнии», «Дом с паранормальными явлениями 2» и «Плохое поведение», также сыграла ведущую роль в хорроре «Дом». В 2016 году была утверждена на роль злодейки «Волчок» в 3 сезоне сериала «Флэш».

## Фильмография
| Год       |     | Русское название                        | Оригинальное название               | Роль                                             |
| --------- | --- | --------------------------------------- | ----------------------------------- | ------------------------------------------------ |
| 2006      | кор | Теперь это веб-журнал                   | Web Journal Now                     | Джанет                                           |
| 2006      | с   | Все ненавидят Криса                     | Everybody Hates Chris               | девочка                                          |
| 2007      | с   | C.S.I.: Место преступления Нью-Йорк     | CSI: NY                             | юная Линдси Монро                                |
| 2007      | с   | Зоуи 101                                | Zoey 101                            | Молли Талбертсен                                 |
| 2007      | с   | Дурнушка                                | Ugly Betty                          | Шарра                                            |
| 2007      | кор | Кормление с ложки                       | Spoonfed                            | Бриджит                                          |
| 2007      | тф  | Американская семья                      | American Family                     | Джулия Богнер                                    |
| 2008      | с   | Красавцы                                | Entourage                           | Кэндис Левин                                     |
| 2008—2009 | с   | Холм одного дерева                      | One Tree Hill                       | Саманта «Сэм» Уокер                              |
| 2009      | ф   | Геймер                                  | Gamer                               | 2Katchapredator                                  |
| 2010      | с   | Вне закона                              | Outlaw                              | Трейси Видалин                                   |
| 2010      | ф   | Улететь                                 | Fly Away                            | Мэнди                                            |
| 2011      | с   | Американская история ужасов: Дом-убийца | American Horror Story: Murder House | Хлоя Стэплтон                                    |
| 2011—2016 | с   | Неуклюжая                               | Awkward                             | Дженна Гамильтон                                 |
| 2012      | ф   | Удар молнии                             | Struck by Lightning                 | Викки Джордан                                    |
| 2012      | ф   | Нахальные трусики                       | Sassy Pants                         | Бетани Прюитт                                    |
| 2014      | ф   | Дом                                     | Home                                | Ханна                                            |
| 2014      | ф   | Дом с паранормальными явлениями 2       | A Haunted House 2                   | Бекки                                            |
| 2014      | ф   | Плохое поведение                        | Behaving Badly                      | Кристен Стивенс                                  |
| 2015      | кор | Крик: Убийственная вечеринка            | Scream: Killer Party                | Дженна Гамильтон                                 |
| 2015      | мс  | Робоцып                                 | Robot Chicken                       | Дженна Гамильтон, Верука Солт, Бетти Купер, Эшли |
| 2016—2022 | с   | Флэш                                    | Flash                               | Розалинда «Роза» Диллон                          |
| 2017      | ф   | Окраина                                 | The Outcasts                        | Вирджиния Ван Дер Кэмп                           |
| 2017      | ф   | Антисоциальная сеть                     | Antisocial.app                      | Джесси                                           |
| 2017      | с   | Измерение 404                           | Dimension 404                       | Сьюзан Хирш                                      |
| 2018      | ф   | Опасность позитивного мышления          | Pretty Little Stalker               | Мэллори                                          |
| 2019      | вс  | Перезагрузка                            | Ctrl Alt Delete                     | А'ша                                             |
| 2020      | ф   | Улыбающиеся убийцы                      | Smiley Face Killers                 | Алана                                            |

### Музыкальные клипы
| Год  | Название             | Роль             | Исполнитель |
| ---- | -------------------- | ---------------- | ----------- |
| 2006 | «How to Save a Life» | Девочка          | The Fray    |
| 2007 | «She Doesn’t Get It» | Любовный интерес | The Format  |
| 2013 | «Claudia Lewis»      | Девушка          | M83         |

## Награды и номинации
| Год  | Премия                                           | Категория                           | Номинация за      | Результат | Примечания |
| ---- | ------------------------------------------------ | ----------------------------------- | ----------------- | --------- | ---------- |
| 2011 | Международный кинофестиваль в Аризоне            | Лучший перформанс                   | Улететь           | Победа    | [ 8 ]      |
| 2012 | Премия «Миланского международного кинофестиваля» | Лучшая актриса                      | Нахальные трусики | Номинация | [ 9 ]      |
| 2012 | Премия «Выбор телевизионных критиков»            | Лучшая актриса в комедийном сериале | Неуклюжая         | Номинация | [ 10 ]     |
| 2012 | Teen Choice Award                                | Летняя телезвезда: Женщина          | Неуклюжая         | Номинация | [ 11 ]     |